# Tomasz Urbanek
Tomasz Andrzej Urbanek (ur. 7 lutego 1968 w Katowicach)  – polski lekarz, profesor nauk medycznych, nauczyciel akademicki Śląskiego Uniwersytetu Medycznego w Katowicach, specjalista w zakresie angiologii, chirurgii naczyniowej i chirurgii ogólnej.

## Życiorys
W 1986 ukończył VIII Liceum Ogólnokształcące w Katowicach. W 1992 ukończył studia w zakresie medycyny w Śląskiej Akademii Medycznej w Katowicach. W latach 1992–1993 odbył staż podyplomowy w Górnośląskim Centrum Medycznym w Katowicach Ochojcu, w latach 1993–1994 pracował jako asystent na Oddziale Chirurgii w Szpitalu nr VIII w Katowicach, od 1994 jest zatrudniony na macierzystej uczelni. W 1998 na Wydziale Lekarskim w Katowicach na podstawie napisanej pod kierunkiem Krzysztofa Ziai rozprawy doktorskiej pt. Dopplerowska ocena zmian hemodynamicznych przepływu w pniu trzewnym i tętnicy krezkowej górnej po przeszczepie aortalno-dwuudowym u chorych z miażdżycą zarostową tętnic kończyn dolnych uzyskał stopień naukowy doktora nauk medycznych w specjalności chirurgia naczyń. W 2001 został mianowany adiunktem. W 2005 otrzymał stopień naukowy doktora habilitowanego nauk medycznych w dyscyplinie medycyna. W 2017 otrzymał tytuł naukowy profesora nauk medycznych.
Posiada 3 specjalizacje: chirurgia ogólna (I stopień w 1995, II stopień w 1999), chirurgia naczyniowa, angiologia. Jest członkiem szeregu krajowych i międzynarodowych towarzystw naukowych, m.in.: Amerykańskiego Forum Żylnego, Europejskiego Forum Żylnego, Międzynarodowej Unii Angiologicznej, Europejskiego College'u Flebologii, Międzynarodowego Klubu Kompresjoterapii, Klubu Chirurgii Rekonstrukcyjnej Żył Głębokich oraz Europejskiego Towarzystwa Chirurgii Naczyniowej. W latach 2012–2015 pełnił funkcję prezesa Polskiego Towarzystwa Flebologicznego.
Został nauczycielem akademickim Śląskiego Uniwersytetu Medycznego w Katowicach na Wydziale Lekarskim w Katowicach w Katedrze i Klinice Chirurgii Ogólnej, Naczyń, Angiologii i Flebologii.
Wybrano go na członka zarządu Polskiego Towarzystwa Angiologicznego.